# Batalla del Cerro del Capulín
La batalla del Cerro del Capulín fue un acontecimiento bélico sucedido el 17 de enero de 1927 en la Hacienda del Capulín, en el municipio de Mezquital, Durango. En esta batalla se enfrentaron las fuerzas cristeras de Durango lideradas por el antiguo general villista Dámaso Barraza a las fuerzas federales mexicanas lideradas por el general Anacleto López Morales.

## Antecedentes
El 1 de enero de 1927, el ejército cristero de Durango, encabezado por Trinidad Mora, reunió sus fuerzas y logró tomar San Francisco del Mezquital, venciendo a una guarnición federal de 2,500 hombres. Durante la ocupación de la localidad, Dámaso Barraza fue delegado como jefe de operaciones militares, y mandó al presidente municipal Gabino Pérez reclutar a todos los hombres del pueblo para las fuerzas cristeras, consiguiendo reclutar a 215 hombres. Posteriormente, los cristeros marcharon a La Hacienda del Refugio, donde derrotaron a los Generales Eliseo Páez y Enrique León. Ante estas derrotas; el general Anacleto López reclutó 5,000 hombres procedentes de Sinaloa, Chihuahua y Santiago Papasquiaro; y se dirigió a la Hacienda del Capulín, adyacente al Cerro del Capulín.

## Batalla
Los hombres de López esperaron a que los cristeros se encontraran en terreno llano, rodeando al Estado Mayor de Barraza y 150 cristeros más, que fueron obligados a batirse en retirada. Durante ese momento, los cristeros intentaron proteger a su jefe, pero les fue imposible debido a las condiciones del terreno.. Barraza fue asesinado, lo que hizo que sus hombres empezaran a desbandarse en lo más urgido del combate, quedando comprometidos 200 hombres y viéndose obligados a batirse en retirada.
A pesar de que los cristeros lograron infringir 1,200 bajas, la muerte de Barraza fue muy sensible para la moral cristera, ya que el cuerpo del general fue exhibido en la Plaza de Armas de la ciudad de Durango. Además de Barraza, murió el capitán cristero Andrés López, por lo que perdieron a dos líderes importantes.

## Consecuencias
Después de la batalla, el Gobierno instaló en la zona una guarnición conformada por indígenas cora bajo el mando del general Enrique León Contreras. El triunfo de los federales en el Cerro del Capulín fue capitalizado por los generales del ejército federal en los informes que enviaron a la Ciudad de México para minar la moral cristera.
A pesar de que los federales pensaron que con la muerte de Barraza terminarían con el levantamiento en Durango, el último líder cristero no se rendiría hasta 1941. Después del intento frustrado de Barraza por profesionalizar su ejército, finalmente sería con el liderazgo de Enrique Gorostieta Velarde que los cristeros lograrían un ejército más profesional.

## En la cultura popular
La batalla ha sido representada en varios corridos. Entre los más conocidos figuran el "Corrido de Dámaso Barraza", que relata la muerte del exgeneral, y la "Tragedia de los voluntarios de Santiago Papasquiaro", que narra la batalla desde el punto de vista federal.